# Rajon Swislatsch

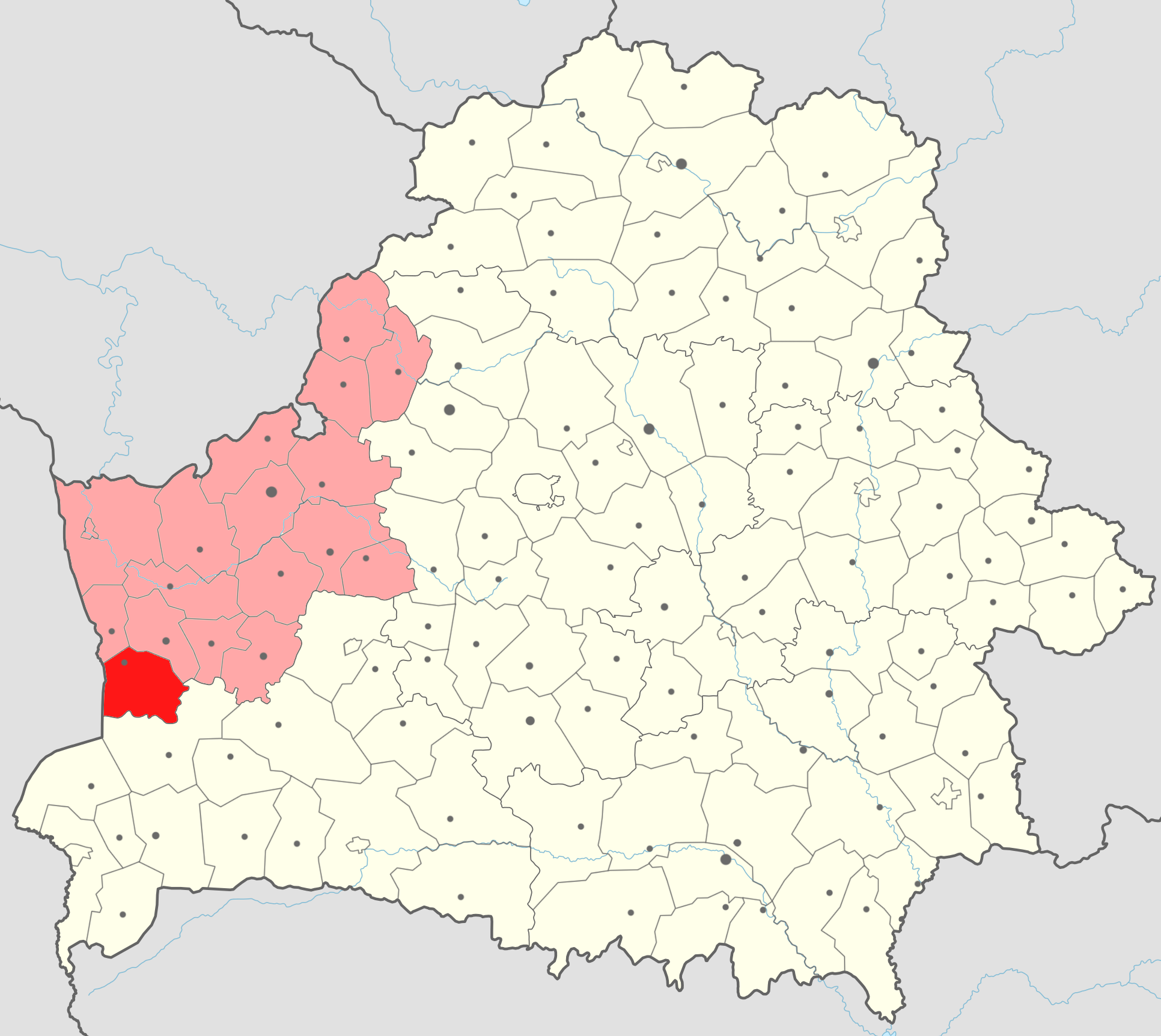
Der Rajon Swislatsch innerhalb der Hrodsenskaja Woblasz, Belarus

Der Rajon Swislatsch (belarussisch Свіслацкі раён Swislazki rajon; russisch Свислочский район Swislotschski rajon) ist eine Verwaltungseinheit im Süden der Hrodsenskaja Woblasz in Belarus mit dem administrativen Zentrum in der Kleinstadt Swislatsch. Der Rajon hat eine Fläche von 1.449,53 km², umfasst 152 Ortschaften und ist in sechs Selsawets und ein Passawet gegliedert.

## Geographie
Der Rajon Swislatsch liegt im Süden der Hrodsenskaja Woblasz. Im Westen grenzt er an Polen und im Süden und Südosten an die Breszkaja Woblasz. Die Nachbarrajone in der Woblast Hrodna sind im Norden Berastowiza und im Nordosten Waukawysk.

## Geschichte
Der Rajon Swislatsch wurde am 15. Januar 1940 gebildet.